# Carl Eduard Taube von Odenkat
Carl Eduard Taube von Odenkat (schwedisch: Carl Edvard Taube af Odenkat; * 12. Dezember 1746 in Trossnäs (Schweden); † 28. Mai 1785 in Stockholm) stammte aus der deutsch-schwedisch-baltischen Adelsfamilie der „von Taube“. Er war der erste Ordensbischof in Schweden.

## Militärische Laufbahn
Carl Eduard Freiherr Taube studierte 1756 an der Universität Uppsala und wurde 1766 als Hofjunker zum schwedischen Kronprinzen Gustaf Adolf, dem Sohn König Gustafs III. beordert, gleichzeitig versah er seinen Dienst in der königlichen Kanzlei. 1773 wurde er Fähnrich und war in Närkes und Värmland stationiert. 1775 übernahm er seinen Dienst im Blixenska regementet. Am 9. Oktober 1776 wurde er zum Leutnant befördert und diente im Dalregiment, welches in Falun stationiert war, hier nahm er auch seinen Abschied aus dem aktiven Militärdienst.

## Geistlicher Werdegang
Carl Eduard Taube begann dann in der Schwedischen Kirche eine Priesterausbildung und legte 1780 vor dem Västerås Domkapitel sein Examen in Philosophie ab und studierte anschließend Theologie. Seine erste praktische Priestertätigkeit nahm er in der Domkirche von Västerås war und legte am 8. März 1780 sein Pastoralexamen ab. Am Ende des Jahres 1780 übernahm er die Stellung des Oberhofpredigers im Domkapitel von Västerås. Ab 1781 war er Präses der Priesterversammlungen in Lovö. Danach wurde er zum Pastor Primarius nach Stockholm berufen und am 24. November 1783 wurde er von Gustav III. zum Ordensbischof der königlichen Ritterorden bestallt. Er war damit der geistliche Repräsentant aller königlichen Ritterorden und wurde zum Kommandeur des Nordstern-Ordens ernannt. 1784 reiste er als schwedischer Repräsentant nach Rom und nahm an den Gedenkfeierlichkeiten teil, die Papst Pius VI.,   (1775–1799) aus Anlass der Feierlichkeiten für die Religionsfreiheit in Schweden (die von Gustav III. erlassen worden waren), zelebrierte. Nach seiner Rückkehr wechselte er von der Pfarrei Lovö nach Bromma bei Stockholm.

## Familie
Carl Eduard Taube war der Sohn des Freiherren Carl Diedrich Taube von Odenkat (1692–1746) und der Enkel des schwedischen Admirals Eberhard Friedrich Taube von Odenkat (1648–1703).  Er heiratete 1775 Catharina Eleonora Benzelstierna (1751–1822), Tochter des Bischofs Dr. Lars Benzelstierna und der Elisabet Maria Schönström. Ihre Kinder waren:
- Maria Eleonora (1777–1829), verh. mit dem Major Carl Gustaf Ribbing (1769–1818)
- Caronina Ulrika (1779–1815), verh. mit dem Oberst Christoffer Svante von Hartmannsdorff (1771–1818)
- Gustaf (*/† 1781)